# Солтани, Мебарек
Мебаре́к Солтани́ (род. 10 апреля 1982) — алжирский боксёр, представитель наилегчайших весовых категорий. Выступал за сборную Алжира по боксу в конце 1990-х — первой половине 2000-х годов, бронзовый призёр Всеафриканских игр в Абудже, чемпион Средиземноморских игр в Тунисе, чемпион Африки, победитель и призёр турниров международного значения, участник двух летних Олимпийских игр.

## Биография
Мебарек Солтани родился 10 апреля 1982 года.
Первого серьёзного успеха на взрослом международном уровне добился в сезоне 1999 года, когда вошёл в состав алжирской национальной сборной и побывал на международном турнире Анвара Чаудри в Баку, откуда привёз награду серебряного достоинства, выигранную в наилегчайшей весовой категории.
На африканской олимпийской квалификации в Каире занял в первом наилегчайшем весе второе место и благодаря этому успеху удостоился права защищать честь страны на летних Олимпийских играх 2000 года в Сиднее. Тем не менее, провёл на Играх только один единственный бой — на предварительном этапе категории до 48 кг с близким счётом 15:16 уступил мексиканцу Либорио Ромеро. Также в этом сезоне боксировал на чемпионате мира среди юниоров в Будапеште, где дошёл до полуфинала и получил бронзу.
После сиднейской Олимпиады Солтани остался в составе боксёрской команды Алжира и продолжил принимать участие в крупнейших международных турнирах. Так, в 2001 году он одержал победу на чемпионате Африки в Порт-Луи и стал лучшим на Средиземноморских играх в Тунисе.
В 2002 году выиграл серебряную медаль на международном турнире в Каире.
В 2003 году взял бронзу на Всеафриканских играх в Абудже, выступил на Афроазиатских играх в Хайдарабаде.
На африканской олимпийской квалификации в Касабланке дошёл в наилегчайшем весе до финала, потерпев единственное поражение от марокканца Хишама Месбахи — этого оказалось достаточно для прохождения отбора на Олимпийские игры 2004 года в Афинах. На сей раз в стартовом поединке Игр ему противостоял россиянин Георгий Балакшин, который уверенно победил Солтани со счётом 26:15 и в конечном счёте стал бронзовым призёром этого олимпийского турнира.
Впоследствии Мебарек Солтани ещё в течение нескольких лет продолжал выходить на ринг, хотя значимых результатов на международной арене больше не показывал. Одно из последних его достижений в любительском олимпийском боксе — победа на чемпионате Алжира 2009 года, где в финале наилегчайшего веса он взял верх над молодым Самиром Брахими.
Приходится племянником не менее известному алжирскому боксёру Хосину Солтани, олимпийскому чемпиону 1996 года в лёгком весе.